# Turó del Fanxó
El Turó del Fanxó és una muntanya de 278,9 metres que es troba entre els municipis de Castelldefels i de Gavà, a la comarca del Baix Llobregat. També anomenat turó del Fetjó, apareix esmentat al segle xvi com a Puig Pendiu.
A la fondalada que hi ha a Castelldefels entre els barris de Can Roca i Montemar (Montmar), antigament, li deien el “Racó”. A finals del segle xvi, hi havia a aquest indret dues grans masies, Can Valls del Racó, avui dia desapareguda, i Ca n'Orbat, actualment amb aparença d'habitatge modern.
Can Valls del Racó, potser també anomenada Can Pardal, estigué ubicada entre Ca n'Orbat (Avinguda 302) i Cal Patxoca (Avinguda 320). El 1817 era ocupat per Joan Romagosa, conegut amb l'àlies de Fetjó, per la qual cosa el seu mas fou conegut com a can Fanxó o can Fetjó. Aquest sobrenom perdurà i és l'origen del topònim amb què es coneix actualment el turó.
De l'altre mas tenim notícies des del 1184 amb el nom de Cortils, i al segle xv com a mas Grau (o Garau), malgrat que a l'edifici actual la part més antiga sembla datada al segle xvi. Als segles xvii i xviii va pertànyer a la família dels Arús del Racó. Ja a començament del segle xx, va rebre el nom de Ca n'Orbat, amb afinitat amb el verb orbar. Als anys seixanta del mateix segle, va ser anomenada masia Sant Josep, abandonant el seu ús agrícola i ramader.
Pel cim del turó passen dues rutes de senderisme. Una és el sender local de petit recorregut (SL-C 99) de 6,1 km, que va des del Centre d'Activitats Ambientals de Cal Ganxo (Castelldefels) al cim de La Morella (Begues), el més alt del Massís del Garraf. L'altre és l'itinerari groc d'1,8 km, un dels tres que es poden fer al voltant de Cal Ganxo, que va des d'aquesta masia fins al cim del Turó del Fanxó.